# Penelope (ptice)
 Ovo je glavno značenje pojma Penelope (ptice). Za druga značenja pogledajte Penelope.
Penelope je rod ptica iz porodice Cracidae koji se sastoji od 15 vrsta arborealnih ptica nalik na purane.

## Vrste
U rod Penelope uključeno je petnaest vrsta. To su:
- Penelope albipennis Taczanowski, 1878
- Penelope argyrotis (Bonaparte, 1856)
- Penelope barbata Chapman, 1921
- Penelope dabbenei Hellmayr & Conover, 1942
- Penelope jacquacu Spix, 1825
- Penelope jacucaca Spix, 1825
- Penelope marail (Statius Muller, 1776)
- Penelope montagnii (Bonaparte, 1856)
- Penelope obscura Temminck, 1815
- Penelope ochrogaster Pelzeln, 1870
- Penelope ortoni Salvin, 1874
- Penelope perspicax Bangs, 1911
- Penelope pileata Wagler, 1830
- Penelope purpurascens Wagler, 1830
- Penelope superciliaris Temminck, 1815